# Shōjo Comic
Shōjo Comic (少女コミック, sovint abreujat com 少コミ Shōkomi, Sho-Comi o Shōcomi) és una revista de manga shojo publicada bimensualment al Japó per l'editorial Shogakukan des de 1968. Inicialment, la revista es publicà de manera setmanal fins als anys vuitanta. Durant els setanta, fou una de les principals publicacions del manga shojo, i acollí obres d'autores destacades com Moto Hagio i Keiko Takemiya, que foren pioneres en la innovació del gènere i del mitjà.
El manga shojo, a diferència d'altres gèneres com el shonen, el seinen o el josei, es caracteritza per la inclusió d'històries romàntiques, drames de la vida quotidiana i relats influïts per la cultura pop. Originalment, destinat a un públic jove i femení, aquest gènere també ha atret nois joves i un públic adult.
Alguns dels mangues més destacats i populars d'aquest gènere inclouen títols com Sailor Moon i La màgica Do-Re-Mi, que aconseguiren un gran èxit tant al Japó com internacionalment.

## Mangakes i sèries de Shōjo Comic
- Mitsuru Adachi
  - Hiatari Ryōkō!
- Kotomi Aoki
  - Asa mo, Hiru mo, Yoru mo
  - Boku wa Imōto ni Koi o Suru
  - Boku no Hatsukoi wo Kimi ni Sasagu
  - Ijiwaru Shinaide
- Moto Hagio
  - Tōma no Shinzō
  - They were 11
- Mann Izawa (història) i Yumiko Igarashi (art)
  - Georgie!
- Gō Ikeyamada
  - Moe Kare!!
  - Uwasa no Midori-kun
- Shotaro Ishinomori
  - Cyborg 009 (5th version, 1975–1976)
- Miyuki Kitagawa
  - Tokyo Juliet
- Kanan Minami
  - Honey x Honey Drops
  - Ren'ai Shijō Shugi
  - Chain of Pearls
- Kaho Miyasaka
  - Binetsu Shōjo
  - Kare: First Love
- Aqua Mizuto
  - Milk Crown
  - Milk Crown H!
- Iori Shigano
  - Kapōn!
  - Sonna Koe Dashicha Iya!
- Mayu Shinjo
  - Kaikan Phrase
  - Love Celeb
  - Ai wo Utau yori Ore ni Oborero! (Blaue Rosen)
- Chie Shinohara
  - Ao no Fūin Blue Seal
  - Red River Sora wa Akai Kawa no Hotori
  - Akatsuki no Lion Safaktaki Aslan
- Keiko Takemiya
  - Kaze to Ki no Uta
- Masami Takeuchi
  - Moondrop ni Oyasumi
- Yuu Watase
  - Alice 19th
  - Appare Jipangu!
  - Ceres, Celestial Legend
  - Fushigi Yūgi
  - Fushigi Yūgi Genbu Kaiden
  - Imadoki!
  - Zettai Kareshi
- Rie Takada
  - Punch!
  - Heart
  - Wild Act
  - Happy Hustle High

## Revistes relacionades
- Betsucomi
- Chuchu
- Ciao
- Deracomi
- Shōjo Comic Zōkan
- Shōjo Comic Cheese!